# Куликов, Кузьма Иванович
Кузьма́ Ива́нович Кулико́в (8 ноября 1937, Елкибаево, Алнашского района УАССР — 6 марта 2023, Ижевск) — советский и российский историк, публицист. Доктор исторических наук, профессор, заслуженный деятель науки Российской Федерации, Почётный гражданин Удмуртской Республики.

## Биография
Родился 8 ноября 1937 года в деревне Елкибаево Алнашского района в крестьянской семье. В 1956 году окончил Асановский сельскохозяйственный техникум. После службы в армии поступил в Ижевский сельскохозяйственный институт. После 3-го курса перешёл на заочное отделение, которое закончил в 1964 году.
После окончания института несколько лет работал в профсоюзе заведующим отделом культуры и быта в областном комитете профсоюзов работников сельского хозяйства. После этого занимал должность председателя профкома Ижевского колхозно-совхозного управления.
В 1962 году в районной газете «Ленинец» Завьяловского района был опубликован первый рассказ К. И. Куликова.
В 1964—1966 годах учился в Высшей партийной школе, после этого девять лет находился на партийной работе. Работал лектором, руководителем лекторской группы. В 1971—1975 годах заведовал отделом агитации и пропаганды в областном комитете КПСС.
В 1975—1978 годах проходил аспирантуру в Академии общественных наук при ЦК КПСС, защитил кандидатскую диссертацию на тему «Партийное руководство культурно-просветительной работой».
В 1977 году издательство «Удмуртия» напечатало книгу рассказов Куликова под названием «Белые тропы».
В 1978 году К. И. Куликов был назначен директором Удмуртского научно-исследовательского института при Совете Министров УАССР (ныне Удмуртский институт истории, языка и литературы УрО РАН). В этот период занимался писательством и изданием научно-популярной литературы. В 1988 году НИИ был переведён в академическую систему. Под руководством Куликова институт стал академическим центром исследования в области финно-угроведения, получившим признание в России и за рубежом.
Кузьма Иванович руководил институтом до 2007 года, после чего там же перешёл на работу в должности старшего научного сотрудника.
Скончался 6 марта 2023 года на 86-м году жизни. Похоронен на Хохряковском кладбище.

## Научная деятельность
Героями литературных произведений Куликова являются сельские жители, предстающие перед читателями в нравственно-этических конфликтах. Общей тематикой ранних произведений автора стали природа и человек.
В область научных интересов К. И. Куликова входит история гражданской войны в Удмуртии, а также национально-государственное строительство у восточно-финских народов, по которому им была издана монография. В 1993 году по этой же теме он защитил докторскую диссертацию. Также исследования К. И. Куликова затрагивают современные этнополитические и этнокультурные процессы в России.
К. И. Куликов являлся участником V—VIII международных конгрессов финно-угроведов (1980, 1985, 1990, 1995).
К. И. Куликов является автором научных статей и монографий, сборников документов и статей по истории гражданской войны, исследований об исторических деятелях Удмуртии, а также научно-публицистических книг и статей, художественных рассказов. Всего им было издано около 300 научных трудов, в том числе 35 книг.
Принимал активное участие в исследованиях средневекового городища Иднакар, разработал прибор для изучения культурного слоя неразрушающими методами.

## Награды и звания
- Заслуженный деятель науки Удмуртской Республики (1994)[3]
- Заслуженный деятель науки Российской Федерации (1998)[3]
- Член Союза писателей России (2006)[3]
- Орден «Знак Почёта»[2][4]
- Почётная грамота Президиума Верховного Совета УАССР[2]
- Медаль «В ознаменование 100-летия со дня рождения Владимира Ильича Ленина»[2]
- Государственная премия Удмуртской Республики (2001)[3]
- Национальная премия им. К. Герда (2007)[3]
- Памятная медаль им. Трокая Борисова (2011)[6]
- Благодарность Правительства РФ (2020)[5]
- Почётное звание «Почётный гражданин Удмуртской Республики» (2020)[7]